# Héctor Bellerín
Héctor Bellerín Moruno (Badalona, 19 maart 1995) is een Spaans voetballer die doorgaans als rechtsback speelt. Hij verruilde Sporting Lissabon in juli 2023 transfervrij voor Real Betis. Bellerín debuteerde in 2016 in het Spaans voetbalelftal.
Bellerín werd in september 2020 de op-een-na grootste aandeelhouder van League Two-club Forest Green Rovers. Hij prees hun toewijding aan veganisme en milieubewustzijn.

## Clubcarrière

### Arsenal
Arsenal haalde Bellerín in juli 2011 weg uit de jeugdacademie van FC Barcelona. In juli 2013 tekende hij zijn eerste profcontract voor Arsenal. Op 25 september 2013 debuteerde de rechtsachter voor Arsenal in de League Cup tegen West Bromwich Albion. Hij verving Mikel Arteta in de verlenging. Tussen november 2013 en februari 2014 speelde Bellerín enkele maanden op huurbasis voor Watford in de Championship. Door blessures bij Mathieu Debuchy, Calum Chambers en Nacho Monreal debuteerde hij op 16 september 2014 in de UEFA Champions League in het Signal Iduna Park tegen Borussia Dortmund. Op 1 februari 2015 maakte de Spanjaard zijn eerste doelpunt voor de club, in een competitiewedstrijd tegen Aston Villa.
Sinds het seizoen 2015/16 was Bellerín de eerste rechtsback van Arsenal, nadat hij Mathieu Debuchy naar de reservebank verdreef en ook de voorkeur kreeg boven Calum Chambers. Op 4 april 2015 was hij opnieuw trefzeker, in een wedstrijd tegen Liverpool. Dat seizoen werd hij opgenomen in het PFA Team of the Year, als enige Arsenal-speler. Zowel in 2015, 2017 als in 2020 won Bellerín met Arsenal de FA Cup en de FA Community Shield.

### Real Betis
Na de komst van Takehiro Tomiyasu verhuurde Arsenal Bellerín in augustus 2021 voor de rest van het seizoen aan Real Betis. Hiermee werd hij dat jaar vijfde in de Primera División en won hij de Copa del Rey. Bellerín speelde daarbij 23 competitieronden en vijf bekerwedstrijden.

### 2022/23: FC Barcelona en Sporting Lissabon
Op 1 september 2022 bevestigde FC Barcelona de komst van Bellerín. Hij kwam transfervrij over nadat hij zijn contract had ontbonden bij Arsenal en tekende tot medio 2023. Zo lang zou hij niet blijven. Hij zat een halfjaar lang grotendeels hele wedstrijden op de reservebank. Hij tekende op 31 januari 2023 vervolgens tot het einde van het seizoen bij Sporting Lissabon.

### Permanent naar Real Betis
Bellerín liet ook Sporting na zes maanden achter zich en tekende in juli 2023 voor vijf jaar bij Real Betis.

## Clubstatistieken
| Seizoen | Club                 | Competitie       | Competitie | Competitie | Beker | Beker | Internationaal | Internationaal | Totaal | Totaal |
| Seizoen | Club                 | Competitie       | Wed.       | Dlp.       | Wed.  | Dlp.  | Wed.           | Dlp.           | Wed.   | Dlp.   |
| ------- | -------------------- | ---------------- | ---------- | ---------- | ----- | ----- | -------------- | -------------- | ------ | ------ |
| 2013/14 | Arsenal              | Premier League   | 0          | 0          | 1     | 0     | 0              | 0              | 1      | 0      |
| 2013/14 | → Watford            | Championship     | 8          | 0          | 0     | 0     | 0              | 0              | 8      | 0      |
| 2014/15 | Arsenal              | Premier League   | 20         | 2          | 4     | 0     | 4              | 0              | 28     | 2      |
| 2015/16 | Arsenal              | Premier League   | 36         | 1          | 1     | 0     | 6              | 0              | 43     | 1      |
| 2016/17 | Arsenal              | Premier League   | 33         | 1          | 4     | 0     | 5              | 0              | 42     | 1      |
| 2017/18 | Arsenal              | Premier League   | 35         | 2          | 3     | 0     | 8              | 1              | 46     | 3      |
| 2018/19 | Arsenal              | Premier League   | 19         | 0          | 0     | 0     | 0              | 0              | 19     | 0      |
| 2019/20 | Arsenal              | Premier League   | 15         | 1          | 5     | 0     | 3              | 0              | 23     | 0      |
| 2020/21 | Arsenal              | Premier League   | 25         | 1          | 3     | 0     | 7              | 0              | 35     | 0      |
| 2021/22 | → Real Betis Sevilla | Primera División | 23         | 0          | 5     | 0     | 4              | 0              | 32     | 0      |
| 2022/23 | FC Barcelona         | Primera División | 3          | 0          | 2     | 0     | 2              | 0              | 7      | 0      |
| 2022/23 | Sporting Lissabon    | Primeira Liga    | 10         | 0          | 0     | 0     | 3              | 0              | 13     | 0      |
| Totaal  | Totaal               | Totaal           | 227        | 8          | 28    | 0     | 42             | 1              | 297    | 9      |

## Interlandcarrière
Bellerín speelde in diverse Spaanse nationale jeugdelftallen. In 2015 debuteerde hij in Spanje –21. Hij maakte op 15 mei 2016 onder leiding van bondscoach Vicente del Bosque zijn debuut in het Spaans voetbalelftal, in een oefeninterland tegen Bosnië en Herzegovina (3–1) in Sankt Gallen, net als Sergio Asenjo, Pablo Fornals, Diego Llorente, Denis Suárez, Mikel Oyarzabal, Marco Asensio en Iñaki Williams. Bellerín werd op 31 mei 2016 opgenomen in de definitieve selectie van Spanje voor het EK 2016. Spanje werd in de achtste finale uitgeschakeld door Italië (2–0). Bellerín kwam tijdens het toernooi zelf niet in actie.
| Interlands van Bellerín voor Spanje | Interlands van Bellerín voor Spanje | Interlands van Bellerín voor Spanje | Interlands van Bellerín voor Spanje | Interlands van Bellerín voor Spanje | Interlands van Bellerín voor Spanje | Interlands van Bellerín voor Spanje |
| №                                   | Datum                               | Wedstrijd                           | Uitslag                             | Soort wedstrijd                     | Doelpunten                          |                                     |
| Als speler bij Arsenal              | Als speler bij Arsenal              | Als speler bij Arsenal              | Als speler bij Arsenal              | Als speler bij Arsenal              | Als speler bij Arsenal              | Als speler bij Arsenal              |
| ----------------------------------- | ----------------------------------- | ----------------------------------- | ----------------------------------- | ----------------------------------- | ----------------------------------- | ----------------------------------- |
| 1.                                  | 19 mei 2016                         | Bosnië en Herzegovina – Spanje      | 1 – 3                               | Vriendschappelijk                   |                                     |                                     |
| 2.                                  | 1 juni 2016                         | Zuid-Korea – Spanje                 | 1 – 6                               | Vriendschappelijk                   |                                     |                                     |
| 3.                                  | 7 juni 2016                         | Spanje – Georgië                    | 0 – 1                               | Vriendschappelijk                   |                                     |                                     |
| 4.                                  | 11 november 2020                    | Nederland – Spanje                  | 1 – 1                               | Vriendschappelijk                   |                                     |                                     |

Bijgewerkt op 2 maart 2021.

## Erelijst
| Competitie          |         |                           |         |         |
| Competitie          | Aantal  | Jaren                     |         |         |
| Arsenal             | Arsenal | Arsenal                   | Arsenal | Arsenal |
| ------------------- | ------- | ------------------------- | ------- | ------- |
| FA Cup              | 3x      | 2014/15, 2016/17, 2019/20 |         |         |
| FA Community Shield | 3x      | 2015, 2017, 2020          |         |         |
| Real Betis          |         |                           |         |         |
| Copa del Rey        | 1x      | 2021/22                   |         |         |

Individueel
- Catalaans Talent van het Jaar 2015.